# Prosti menja moja ljubov'
Prosti menja moja ljubov' (in russo Прости меня моя любовь?) è il secondo album in studio della cantante russa Zemfira, pubblicato il 28 marzo 2000 dalla Real Records.
È stato l'album più venduto in Russia nell'anno 2000, con oltre un milione e mezzo di copie distribuite.

## Accoglienza
Così come per il precedente album dell'artista, nel 2010 il disco è stato inserito nella lista dei migliori cinquanta album russi di tutti i tempi stilata dal periodico Afiša, piazzandosi al 43º posto.

## Tracce
Testi e musiche di Zemfira Ramazanova.
1. Škaljat datčiki – 3:37
2. Zero – 2:46
3. Sozrela – 3:33
4. Chočeš'? – 3:17
5. Rassvety – 3:51
6. Gorod – 3:13
7. Nenavižu – 3:42
8. Sigarety – 4:29
9. Dokazano – 3:19
10. P.M.M.L. – 3:36
11. Iskala – 3:33
12. Ne otpuskaj – 4:05
13. London (versione sinfonica) – 3:11 – [bonus track]

## Formazione
- Zemfira Ramazanova – voce, chitarra acustica
- Vadim Solov'ëv – chitarra
- Sergej Miroljubov – tastiera, percussioni
- Rinat Achmadiev – basso
- Sergej Sozinov – batteria